# Henok Teklab
Henok Teklab (Frankfurt am Main, 16 november 1998) is een Duits voetballer met Eritrese roots die sinds 2023 uitkomt voor Union Sint-Gillis.

## Carrière
Teklab ruilde in 2015 de jeugdopleiding van Rot-Weiss Frankfurt voor die van FC Germania 06 Schwanheim. Op 24 februari 2017 maakte hij zijn officiële debuut in het eerste elftal van Germania 06 Schwanheim, dat toen uitkwam in de Hessenliga. In 2017 keerde hij terug naar Rot-Weiss Frankfurt, dat toen ook uitkwam in de Hessenliga. In het seizoen 2018/19 kwam hij met SC Hessen Dreieich uit in de Regionalliga Südwest, daarna haalde VfB Ginsheim hem terug naar de Hessenliga. In 2020 gaf FC Bayern Alzenau hem een nieuwe kans in de Regionalliga Südwest.
Van 2021 tot 2023 speelde hij met SC Preußen Münster eveneens op het vierde niveau in Duitsland, weliswaar in de Regionalliga West. In zijn eerste seizoen verloor hij met zijn club de finale van de Westfalenpokal. Teklab wiste in de finale tegen SV Rödinghausen vanop de strafschopstip het openingsdoelpunt van Damjan Marčeta uit, maar in de strafschoppenserie miste hij zijn poging. Op 22 april 2023 dwong hij met Preußen Münster promotie naar de 3. Liga af.
In juni 2023 ondertekende hij een vierjarig contract bij de Belgische eersteklasser Union Sint-Gillis, die in de voorgaande jaren al met succes had geshopt in de Duitse lagere divisies: zowel Deniz Undav van SV Meppen als Gustaf Nilsson van SV Wehen Wiesbaden bewezen hun waarde bij de Brusselse club. Op 19 augustus 2023 maakte hij zijn debuut op het hoogste niveau: in de 4-0-nederlaag tegen KV Mechelen liet trainer Alexander Blessin hem in de 77e minuut invallen voor Casper Terho. Op 31 augustus 2023 maakte hij in de Conference League-kwalificatiewedstrijd tegen FC Lugano, waarin hij eveneens in de 77e minuut mocht invallen.

## Statistieken
| Seizoen     | Club                | Competitie      | Competitie | Competitie | Competitie | Beker | Beker | Beker | Internationaal | Internationaal | Internationaal | Totaal | Totaal | Totaal |
| Seizoen     | Club                | Competitie      | Wed.       | Dlp.       | Ass.       | Wed.  | Dlp.  | Ass.  | Wed.           | Dlp.           | Ass.           | Wed.   | Dlp.   | Ass.   |
| ----------- | ------------------- | --------------- | ---------- | ---------- | ---------- | ----- | ----- | ----- | -------------- | -------------- | -------------- | ------ | ------ | ------ |
| 2016/17     | Germania Schwanheim | VL Hessen-Mitte | 1          | 0          | 0          | 0     | 0     | 0     | —              | —              | —              | 1      | 0      | 0      |
| Club Totaal | Club Totaal         | Club Totaal     | 1          | 0          | 0          | 0     | 0     | 0     | 0              | 0              | 0              | 1      | 0      | 0      |
| 2017/18     | Rot-Weiss Frankfurt | Hessenliga      | 29         | 9          | 9          | 0     | 0     | 0     | —              | —              | —              | 29     | 9      | 9      |
| Club Totaal | Club Totaal         | Club Totaal     | 29         | 9          | 9          | 0     | 0     | 0     | 0              | 0              | 0              | 29     | 9      | 9      |
| 2018/19     | Hessen Dreieich     | RL Südwest      | 9          | 0          | 0          | 1     | 0     | 0     | —              | —              | —              | 10     | 0      | 0      |
| Club Totaal | Club Totaal         | Club Totaal     | 9          | 0          | 0          | 1     | 0     | 0     | 0              | 0              | 0              | 10     | 0      | 0      |
| 2019/20     | VfB Ginsheim        | Hessenliga      | 17         | 2          | 7          | 2     | 0     | 0     | —              | —              | —              | 19     | 2      | 7      |
| Club Totaal | Club Totaal         | Club Totaal     | 17         | 2          | 7          | 2     | 0     | 0     | 0              | 0              | 0              | 19     | 2      | 7      |
| 2020/21     | Bayern Alzenau      | RL Südwest      | 38         | 5          | 7          | 2     | 0     | 0     | —              | —              | —              | 40     | 5      | 7      |
| Club Totaal | Club Totaal         | Club Totaal     | 38         | 5          | 7          | 2     | 0     | 0     | 0              | 0              | 0              | 40     | 5      | 7      |
| 2021/22     | Preußen Münster     | RL West         | 37         | 7          | 13         | 8     | 4     | 2     | —              | —              | —              | 45     | 11     | 15     |
| 2022/23     | Preußen Münster     | RL West         | 28         | 6          | 12         | 2     | 2     | 0     | —              | —              | —              | 30     | 8      | 12     |
| Club Totaal | Club Totaal         | Club Totaal     | 65         | 13         | 25         | 10    | 6     | 2     | 0              | 0              | 0              | 75     | 19     | 27     |
| 2023/24     | Union Sint-Gillis   | Eerste klasse A | 21         | 1          | 2          | 3     | 0     | 0     | 6              | 0              | 0              | 30     | 1      | 2      |
| 2024/25     | Union Sint-Gillis   | Eerste klasse A | 5          | 0          | 1          | 1     | 0     | 0     | 2              | 0              | 0              | 8      | 0      | 1      |
| Club Totaal | Club Totaal         | Club Totaal     | 26         | 1          | 3          | 4     | 0     | 0     | 8              | 0              | 0              | 38     | 1      | 3      |
| Totaal      | Totaal              | Totaal          | 185        | 30         | 51         | 19    | 6     | 2     | 8              | 0              | 0              | 212    | 36     | 53     |

## Erelijst
| Beker van België   | 1× | 2023/24 |
| Belgische Supercup | 1x | 2024    |